# 前川 (石川県)
前川（まえがわ）は、石川県小松市を流れる梯川水系の一級河川である。木場潟より上流は日用川と呼ばれる。

## 地理
日用川の源流は石川県小松市南部の赤瀬町の山中。概ね北西方向に流れ、粟津温泉付近で粟津川を合流し、その後木場潟に流入する。前川として木場潟から流出し、小松市街地、旧今江潟の干拓地東端を流れ、小松空港北東の小松市安宅町で梯川と合流する。

## 流域の自治体
石川県
小松市

## 歴史
かつては、木場潟から今江潟へ流れていた。
- 縄文時代 - 今江の五郎座から貝塚が発見されている。
- 1897年（明治30年） - 北陸線開通により水運が衰退し始める。
- 1954年（昭和29年）7月7日 - 加賀三湖干拓事業の起工式を行う。
- 1960年（昭和35年）2月25日 - 農林大臣が加賀三湖干拓建設事業計画を正式に決定する。
- 1962年（昭和37年） - 前川改修工事が行われる。
- 1964年（昭和39年） - 前川改修工事が完成し、今江潟排水機場の工事が施工される。
- 1965年（昭和40年） - 今江潟排水機場の工事が完成する。
- 1966年（昭和41年）9月30日 - 加賀三湖導水路建設の起工式が行われる。
- 1967年（昭和42年）3月 - 今江潟が全面的に干拓される。
- 1968年（昭和43年） - 加賀三湖導水路が完成する。[1]
- 1982年（昭和57年） - 木場潟公園開園。
- 1996年（平成8年） - 前川フラワーロードが完成する。
- 2000年（平成12年） - 梯川との合流地点に前川排水機場が完成する。

## 主な支流
- 粟津川
- 山代川（木場潟北部で合流）
- 坊川（木場潟北部で合流、大日川ダムの水を導水路によって放水されている。）

## 主な橋梁
上流より示す。
- 尾崎橋（石川県道163号瀬領粟津線）
- 井口橋
- 井口新橋
- 日用川橋（国道8号小松バイパス粟津IC）
- 渡城橋
- 絵馬堂橋（石川県道11号小松山中線）
- 新川大橋
- 新高橋（木場潟公園内）
- 五郎座橋（木場潟公園内）
- 今江大橋（国道305号）
- 中橋
- 北陸本線
- 今江新橋
- あいさつ橋
- 御幸橋（石川県道11号小松山中線）
- 琴湖橋
- 今江潟大橋
- 向本折大橋
- 前川新橋
- 浮柳新橋（石川県道20号小松加賀線）
- 潮止橋（梯川逆水門）